# 朱自清
朱自清（しゅ・じせい、中国語: 朱自清、ピンイン：Zhū Zìqīng、1898年11月22日 - 1948年8月12日）は、20世紀前半に活躍した中国の詩人、散文家である。本名を「朱自華」、字を「佩弦」という。

## 経歴
1898年(光緒23年)、江蘇省東海県で生まれた。父の朱鴻鈞は官吏で、私塾で教育を受けた。6歳の時に父母と共に揚州へ転居。1908年より小学校に入学して学ぶと同時に、夜には塾で国学を学んだ。1912年、揚州軍政分府が立ち上がると革命の名のもとに家財が没収されたため、朱家は家財の多くを失った。同年、旅揚公学高等小学へ転入し、その夏に江蘇省立第八中学へ入学した。1916年に中学を卒業し、北京大学予科へ進んだ。
1917年、北京大学哲学科に入学し、同年同郷の医師の第三女武鍾謙と結婚。この頃から新詩を書き始める。1920年に卒業後の1922年に長編詩「毀滅」を発表、その後も執筆活動に従事する。五四運動や北京大学平民教育講演団にも参加した。その後江蘇省や浙江省の中学校の教壇に立つ。1925年には清華学校大学部国文系教授になると、詩から散文に転じ、古典文学の研究も始める。1928年には、散文集『背影』を出版、ここに収められた「槳声灯影里的淮河」、「背影」、「荷塘月色」などは、珠玉の名篇として評価が高い。1931年からロンドンへ留学、言語学や英文学を学んだ。欧州数か国を漫遊して、1932年に帰国した。1936年には、散文集『你我』を出版した。抗日戦争中は、北京大学・清華大学・南開大学を合併した長沙臨時大学、その後昆明に再移転して改称された西南連合大学にて中文系主任を務めた。
1938年3月に成立した中華全国文芸界抗敵協会の理事に選出された。1948年、消化性潰瘍のため北平市の北平医院にて死去。

## 作品から見る朱自清
彼の代表的な詩集として『雪朝』（共著）が、代表的な詩文集として『踪迹』がある。同じく代表的な散文集として『背影』、『欧游雑記』、『你我』、『倫敦雑記』などがある。そして、代表的な文芸論著としては、『詩言志辨』や『論雅俗共賞』などがある。以下、朱自清の散文よりいくつかをあげる。

### 「匆匆」より
朱自清は、口語の流れるような口調の文体を称揚し、自らも朗読を意識した口語文体をいくつも書いている。その中の代表例として、1922年に書かれた「匆匆」の一部を掲げる。
「燕子去了，有再來的時候；楊柳枯了，有再青的時候；桃花謝了，有再開的時候。但是，聰明的，你告訴我，我們的日子為什麼一去不復返呢。（燕は去っても、また来る時がある。柳は枯れても、また青くなる時がある。桃の花は散っても、また咲く時がある。しかし、教えてくれ、私たちの日々はどうして一度行ったきり戻ってこないのか。）」

### 「荷塘月色」より
朱自清の作品は名文が多いことで知られるが、「荷塘月色」は一篇の詩を思わせるような美しい文章であり、中国の高校の教科書にも収録されている。
この作品は、1925年7月すなわち彼が精華学校大学部にて教鞭をとっていたときに執筆された。執筆の3か月前、同年4月には、上海において蔣介石が率いる中国国民党による中国共産党に対する弾圧事件（四・一二事件）が起こっている。以前には五四運動にも参加し、愛国心の強かった朱は、この現実に憤慨し、かつ苦悩する。本作品冒頭の一文「這幾天心裡頗不寧靜。」（ここ数日気持ちがどうにも落ち着かない。）は、この現実の悲惨さと、朱の苦悩を示している。しかし対照的に、作品に描かれる蓮池は、月明かりに照らされ、静寂の中にある。「荷塘四面，長著許多樹，蓊蓊鬱鬱的。路的一旁，是些楊柳，和一些不知道名字的樹。沒有月光的晚上，這路上陰森森的，有些怕人。今晚卻很好，雖然月光也還是淡淡的。」（蓮池の周りにはたくさんの気がうっそうと生い茂っていて、道の傍らには数本の柳と名前のわからない木が数本植わっている。月明かりのない夜はこの道は薄暗くて近寄りがたい。しかし、今晩はいい雰囲気である。月明かりはまだ淡くあるけれども。）

## 家族・親族
- 妻：武鍾謙は同郷の医師武威三の第三女。1929年に死別。
- 妻：陳竹隱。1932年に結婚。